# Ulica Generała Stanisława Sosabowskiego w Krakowie
Ulica Generała Stanisława Sosabowskiego – ulica w Krakowie, położona w całości w administracyjnej dzielnicy IV Prądnik Biały.

## Przebieg
Ulica zaczyna swój bieg na Rondzie Piekarza Ochwata, gdzie staje się przedłużeniem ulicy Dominika Ździebły-Danowskiego. Następnie biegnie w kierunku północno-zachodnim, gdzie znajdują się przy niej bloki Osiedla Prądnik Biały Zachód. Omawiana droga kończy swój bieg na skrzyżowaniu z ulicą Henryka Pachońskiego i ulicą Noblistów Polskich, gdzie ta pierwsza staje się przedłużeniem ulicy gen. Stanisława Sosabowskiego.

## Historia
Ulica Generała Stanisława Sosabowskiego została wytyczona na początku XXI wieku jako część nowej arterii komunikacyjnej łączącej Prądnik Biały z Zielonkami. Plany spełzły się jednak na niczym ze względu na brak finansów i niedopełnienie formalności. Budowa rozpoczęła się dopiero w lipcu 2020 roku, wraz z budową torowiska tramwajowego, a zakończyła się 3 lata później – we wrześniu. Uroczyste otwarcie ulicy miało miejsce 4 września 2023 roku.

## Infrastruktura
Obecnie ulica Dominika Ździebły-Danowskiego jest szeroką z czterema pasy ruchu (po dwa na jezdnię) drogą z torowiskiem Krakowskiego Szybkiego Tramwaju do pętli „Górka Narodowa P+R. Na ulicy znajduje się jeden przystanek tramwajowo-autobusowy: „Pachońskiego P+R” (przy skrzyżowaniu z ulicą Henryka Pachońskiego i ul. Noblistów Polskich).

## Galeria

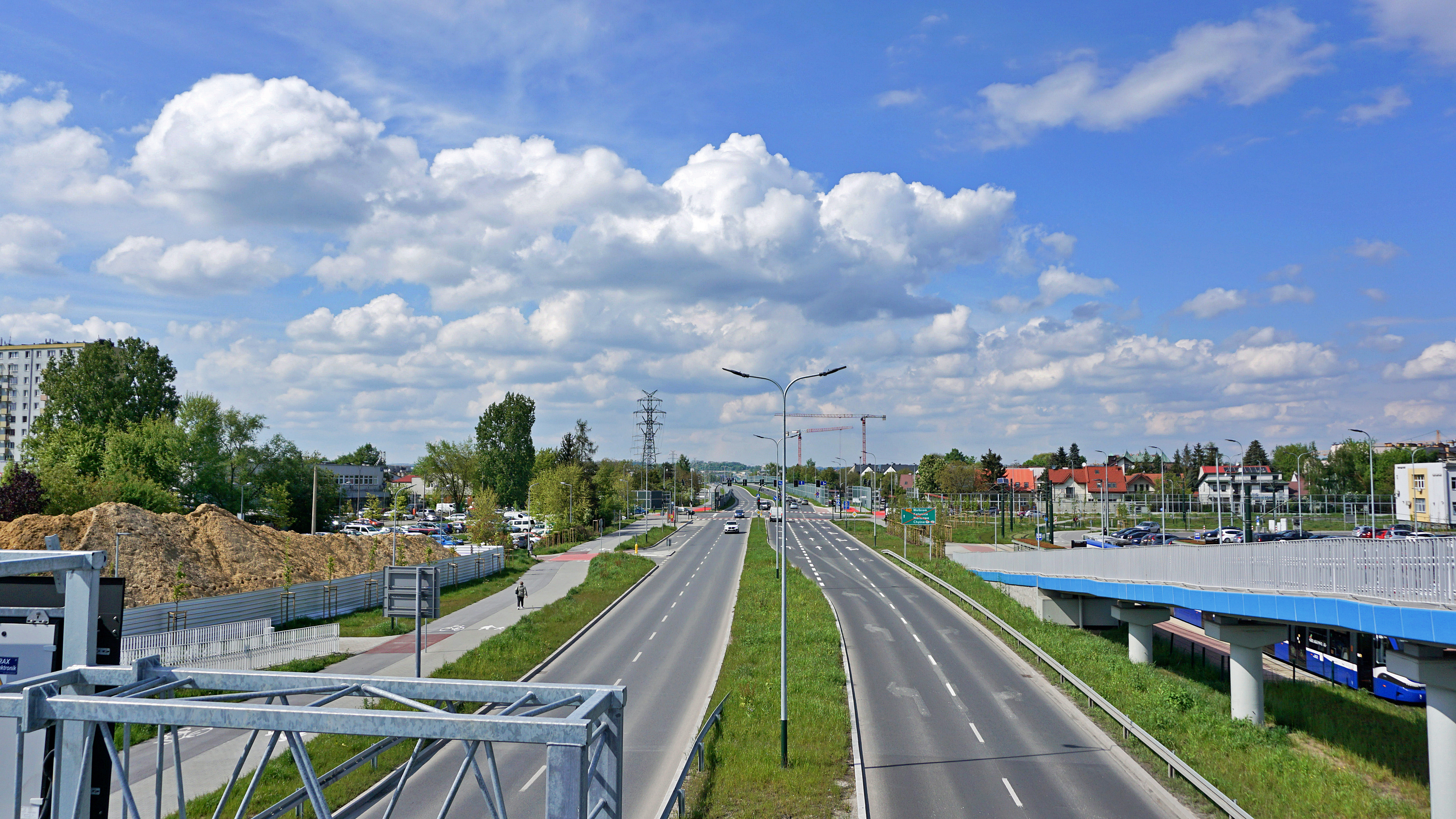
Widok w kierunku północnym
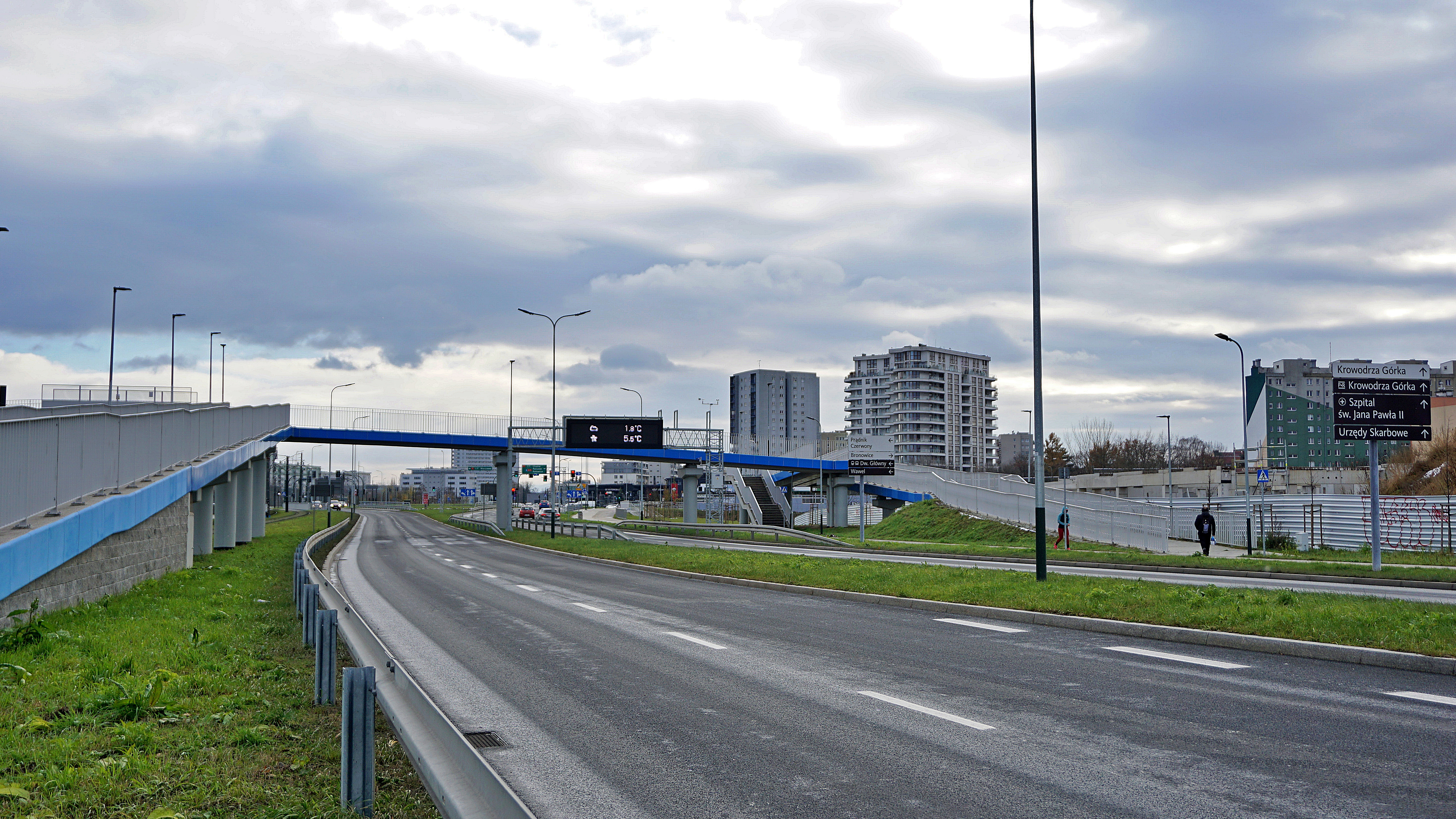
Widok w kierunku południowym od skrzyżowania z ul. H. Pachońskiego
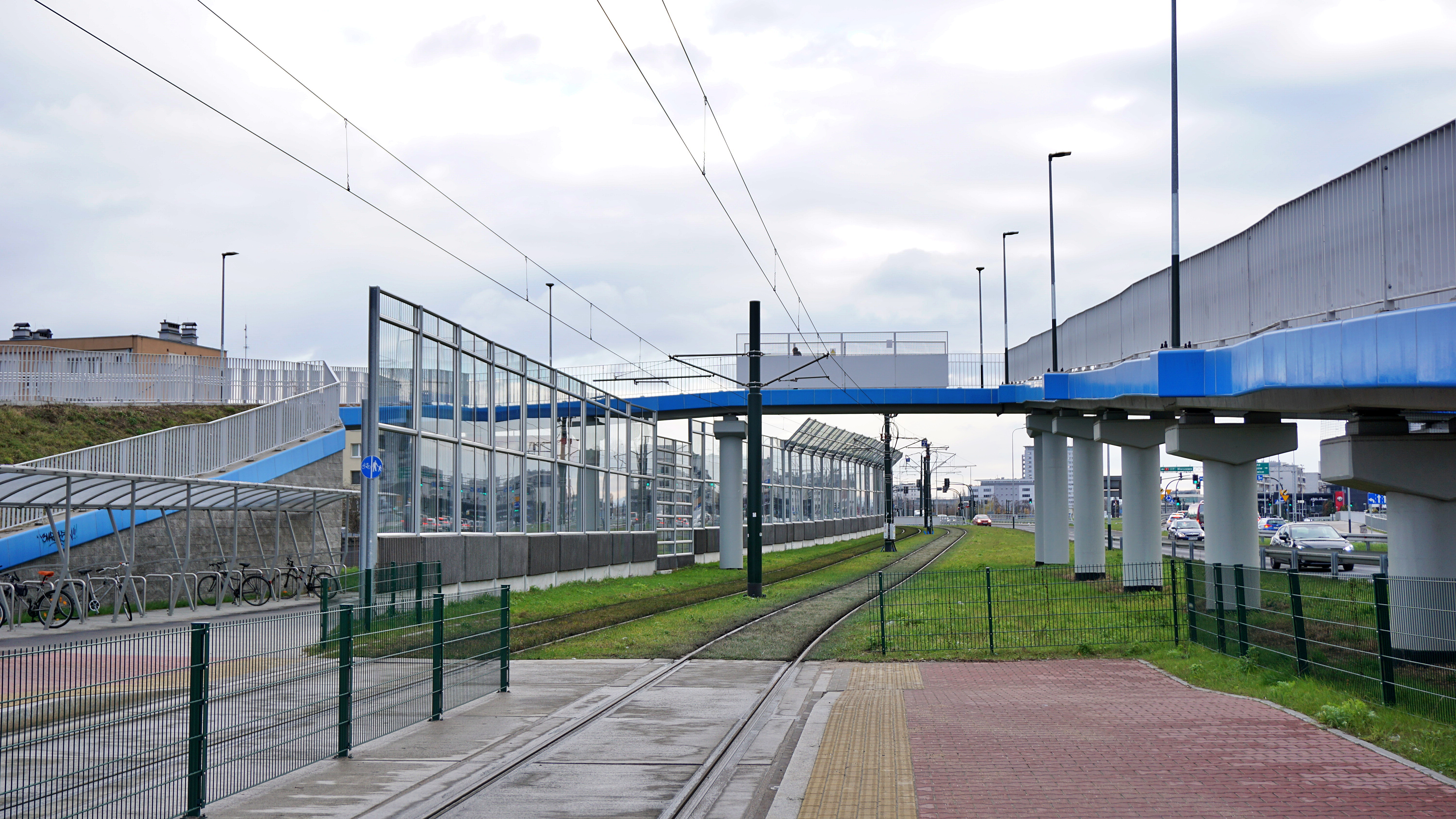
Torowisko tramwajowe (otwarte w 2023)
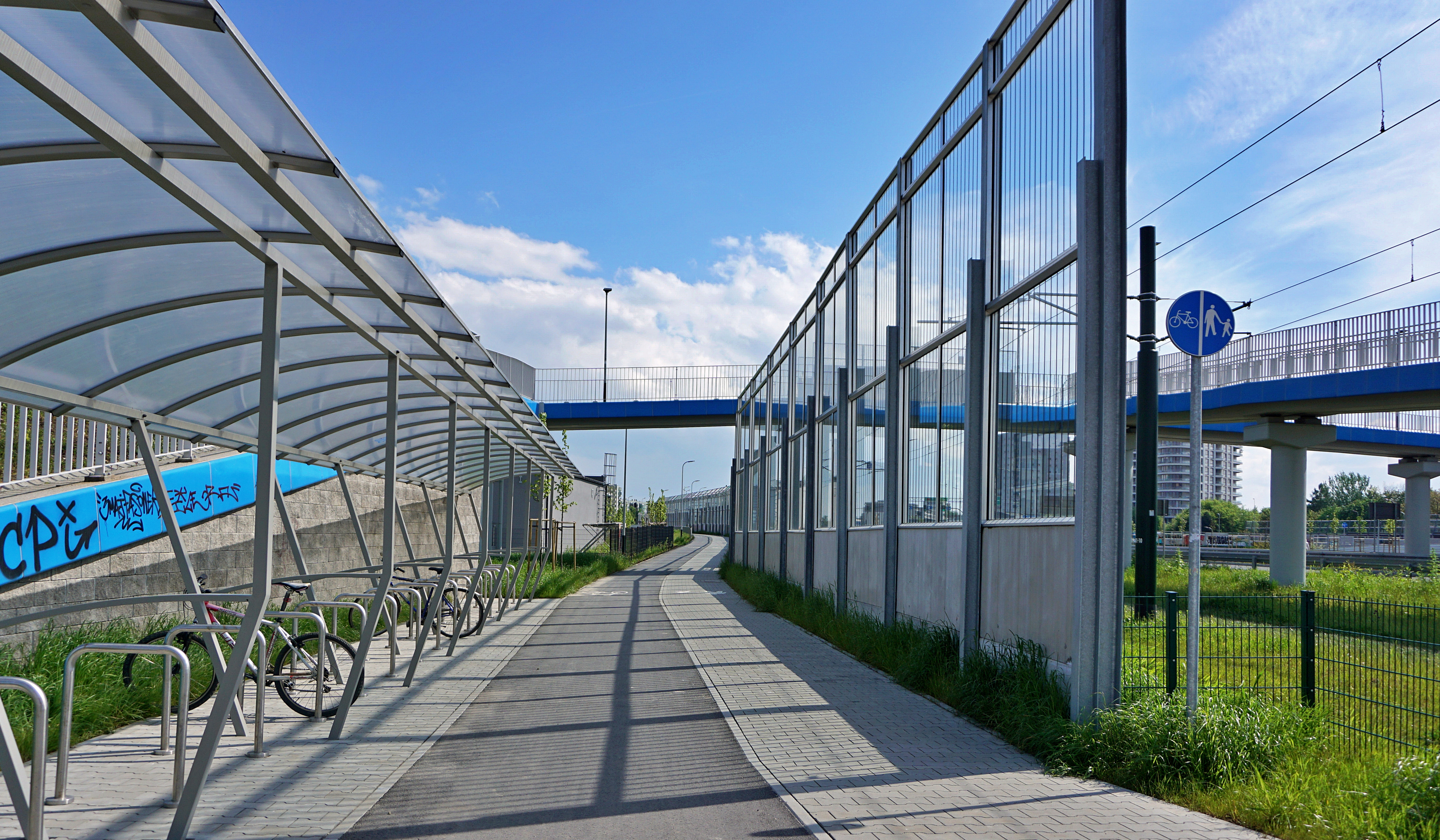
Ścieżki rowerowe oraz chodniki biegnące wzdłuż ulicy
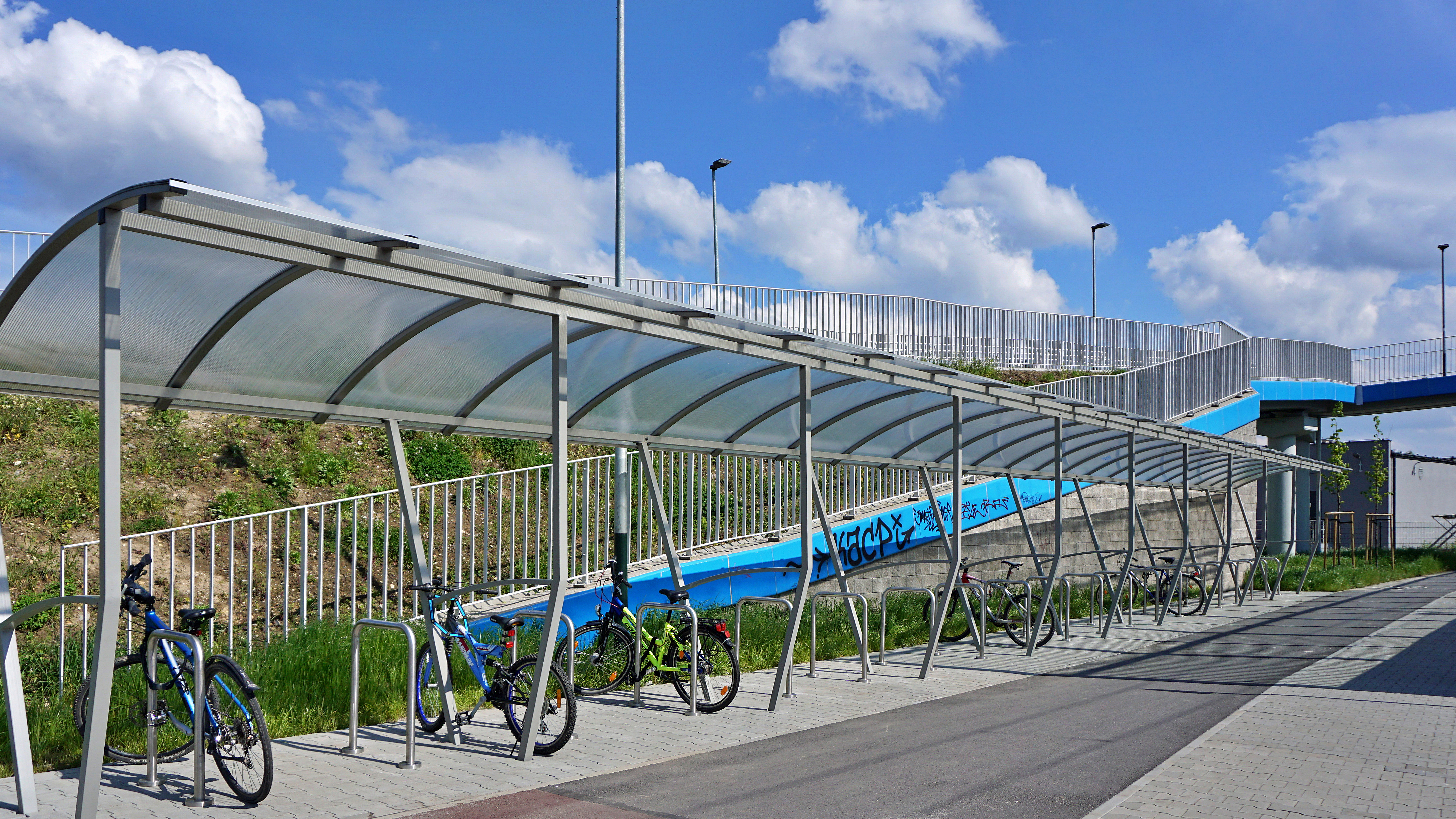
Stojaki rowerowe znajdujące się przy ulicy